# 1201 dans les croisades
Cette page regroupe les évènements concernant les Croisades qui sont survenus en 1201 :
- février : La république de Venise accepte de mener la quatrième croisade en Terre sainte[1].
- avril : Mort de Bohémond III, prince d'Antioche. Son fils cadet Bohémond IV lui succède, écartant Raymond-Roupen[2].
- mai : Mort de Thibaut III de Champagne, chef de la quatrième croisade. Les croisés choisissent Boniface de Montferrat[3].